# جان محمد خان
جان محمد خان ( درگذشت در ۱۷ ژوئیهٔ ۲۰۱۱) سیاست‌مدار اهل افغانستان بود. او در دوره ریاست جمهوری حامد کرزی از ژانویه ۲۰۰۲ تا مارس ۲۰۰۶ به عنوان والی اروزگان انتخاب شد.